# Envendos
Envendos es una freguesia portuguesa del concelho de Mação, con 92,86 km² de superficie y 1.282 habitantes (2001). Su densidad de población es de 13,8 hab/km².